# 湯普森 (阿拉巴馬州)
湯普森（英語：Thompson）是一個位於美國阿拉巴馬州布洛克縣的非建制地區。該地的面積和人口皆未知。

## 地理
湯普森的座標為32°11′07″N 85°49′05″W / 32.185277°N 85.818055°W，而該地最高點為海拔高度86米（即282英尺）。